# Emmanuella Lorenzon
Emmanuella Lorenzon va ser una ciclista italiana. Del seu palmarès destaca la medalla de bronze al Campionat del Món en ruta de 1978 per darrere de l'alemanya Beate Habetz i la neerlandesa Keetie van Oosten-Hage.